# David Conrad
David Crawford Conrad (ur. 17 sierpnia 1967 w Pittsburghu) – amerykański aktor telewizyjny i filmowy, najlepiej znany z dramatu Siła i honor (2000), komedii Polowanie na druhny (2005) i serialu Zaklinacz dusz (2005-2010) z Jennifer Love Hewitt.

## Życiorys

### Wczesne lata
Urodził się i dorastał w Pittsburghu w stanie Pensylwania jako najmłodszy z trzech synów inżyniera Jima Conrada i bibliotekarki Margaret Conrad. Jego dziadek ze strony ojca Frank Conrad był jednym z pionierów radia, jako pierwszy prowadził stałą amatorską rozgłośnię radiową, projektant nadajnika pierwszej licencjonowanej stacji radiofonicznej KDKA. 
Dorastał na granicy Edgewood, na przedmieściach Pittsburgha. W latach 80. na drugim roku w Swissvale High School, przeniósł się do The Kiski School, którą ukończył w 1985 roku. Studiował historię na Brown University, zanim w 1990 roku podjął pracę jako stolarz i malarz pokojowy. Następnie udał się na studia teatralne w prestiżowej szkole nowojorskiej Juilliard School, gdzie w latach 1992–96 był członkiem Wydziału Dramatu Group 25.

### Kariera
Na planie filmu Czarnoksiężnik prędkości i czasu (The Wizard of Speed and Time, 1988) z udziałem Philipa Michaela Thomasa był drugim kaskaderem jako kierowca. Jeszcze podczas studiów wystąpił w scenicznej adaptacji powieści Johna Irvinga Wbrew regułom (Cider House Rules) w reżyserii także aktora Toma Hulce i zadebiutował na ekranie w niewielkiej roli w dramacie Under Heat (1994) z Lee Grant. Po ukończeniu studiów, w 1995 roku przyjął rolę Petera Gutenberga w filmie Śnieżka dla dorosłych (Snow White in the Black Forest) z Sigourney Weaver. Film miał swoją premierę 18 lipca 1997 na Showtime.
Kontynuując karierę sceniczną, w 1998 roku zadebiutował na Broadwayu w przedstawieniu Terence’a Rattigana Głębokie błękitne morze, wcielając się w rolę Fredericka Page, młodszego kochanka Hester Collyer (Blythe Danner). Grał także w dramacie autorstwa Williama Shakespeare’a Ryszard II, sztuce Toma Stopparda Indian Ink (1999) jako David Durance w American Conservatory Theater, Geary Theater w San Francisco i tragedii szekspirowskiej Troilus i Kresyda (2001) jako Hektor w nowojorskim American Place Theatre. W czerwcu 2009 roku pojawił się jako Pale w inscenizacji Burn This w New Hazlett Theater w Pittsburghu.
Występował też w wielu produkcjach telewizyjnych, w tym w dramacie Weekend (The Weekend, 1999) z Geną Rowlands i Brooke Shields oraz Hallmark Hall of Fame/CBS Pora cudów (A Season for Miracles, 1999) u boku Carli Gugino i Kathy Baker.

## Filmografia

### Filmy fabularne
| Rok  | Film                                                         | Rola                                  | Reżyser            |
| ---- | ------------------------------------------------------------ | ------------------------------------- | ------------------ |
| 1993 | Darkness                                                     | wampir                                | Leif Jonker        |
| 1996 | Under Heat                                                   | Simon                                 | Peter Reed         |
| 1997 | Śnieżka dla dorosłych (Snow White in the Black Forest, TV)   | Peter Gutenberg                       | Michael Cohn       |
| 1998 | Powrót do raju (Return to Paradise)                          | Tony Croft                            | Joseph Ruben       |
| 1999 | Pora cudów (A Season for Miracles, TV)                       | policjant kapitan Nathan Blair        | Michael Pressman   |
| 1999 | Weekend (The Weekend)                                        | Lyle                                  | Brian Skeet        |
| 2000 | Siła i honor (Men of Honor)                                  | kpt. Hanks                            | George Tillman Jr. |
| 2003 | Życie i cała reszta (Anything Else)                          | dr Phil Reed                          | Woody Allen        |
| 2005 | Polowanie na druhny (Wedding Crashers)                       | Trap                                  | David Dobkin       |
| 2005 | Dumpster                                                     | Francis Kramer                        | John Rice          |
| 2007 | Crazy                                                        | Ryan Bradford                         | Rick Bieber        |
| 2009 | Follow the Prophet                                           | Roger Colden, ojciec 15-letniej Avery | Drew Ann Rosenberg |
| 2011 | About Sunny                                                  | Ted                                   | Bryan Wizemann     |
| 2012 | Undaunted: The Forgotten Giants of the Allegheny Observatory | narrator                              | Dan Handley        |

### Seriale TV
| Rok       | Tytuł                                                                    | Rola                 | Uwagi                        |
| --------- | ------------------------------------------------------------------------ | -------------------- | ---------------------------- |
| 1996      | Miłość czy kochanie (Relativity)                                         | Leo Roth             | 17 odcinków                  |
| 2000      | Roswell: W kręgu tajemnic                                                | Daniel Pierce        | 5 odcinków                   |
| 2002      | The Time Tunnel                                                          | Doug Phillips        | pilot serialu TV             |
| 2003      | Boston Public                                                            | Dave Fields          | 7 odcinków                   |
| 2003      | Tajemnice Los Angeles (LA Confidential)                                  | detektyw Ed Exley    | pilot serialu TV             |
| 2003      | Mów mi swatka (Miss Match)                                               | Michael Mendelson    | 17 odcinków                  |
| 2004      | Beck and Call                                                            | Matthew              | pilot serialu TV             |
| 2005      | Dr House                                                                 | Marty Hamilton       | odc: "DNR"                   |
| 2005–2010 | Zaklinacz dusz (Ghost Whisperer)                                         | Jim Clancy/Sam Lucas | 103 odcinki                  |
| 2010      | CSI: Kryminalne zagadki Miami (CSI: Miami)                               | Gary Chapman         | odc.: "Happy Birthday"       |
| 2011      | Żona idealna (The Good Wife)                                             | Judge Clark Willard  | odc.: "Marthas and Caitlins" |
| 2012      | Firma (The Firm)                                                         | Ben                  | odc.: "Chapter Eighteen"     |
| 2012      | Beautiful People                                                         | Jerry                | pilot serialu TV             |
| 2013      | Prawo i porządek: sekcja specjalna (Law and Order: Special Victims Unit) | oficer West          | odc.: "Internal Affairs"     |
| 2013–2014 | Agenci T.A.R.C.Z.Y. (Agents of S.H.I.E.L.D.)                             | Ian Quinn            | 7 odcinków                   |
| 2015      | Klątwa Śpiącej Królewny (The Curse of the Fuentes Women)                 | Max                  | pilot serialu TV             |
| 2015      | Castle                                                                   | Frank Kelly          | odc.: "At Close Range"       |